# Limor Livnat
Limor Livnat (en hébreu : לימור לבנת), née le 22 septembre 1950 à Haïfa, est une femme politique israélienne membre du Likoud. 

## Carrière politique
Limor Livnat est élue à la Knesset pour la première fois en 1988. En 1992, elle devient présidente du Comité pour l'avancement du statut des femmes, du sous-comité sur les lois du statut personnel et de la commission parlementaire des investigations des meurtres des femmes par leurs conjoints.
Après que Benyamin Netanyahou ait été élu Premier ministre d'Israël en 1996, Livnat est nommée ministre des Communications. En 2001, elle devient ministre de l'Éducation dans le 1er gouvernement d'Ariel Sharon jusqu'en 2003 puis ministre de l'Éducation des Sports et de la Culture de 2003 à 2006.
À cette fonction, Shlomo Sand, professeur d'histoire à l'université de Tel Aviv, lui reproche de vouloir imposer aux Israéliens une vision idéologique de l'histoire. En décembre 2001, elle s'est ainsi opposée aux historiens Pierre Vidal-Naquet et Elias Sanbar.
Le 3 janvier 2006, Benyamin Nétanyahou, nouveau dirigeant du Likoud, ordonne aux ministres de son parti de démissionner du gouvernement du Premier ministre Ariel Sharon. Limor Livnat et les ministres, Yisrael Katz à l'Agriculture, Silvan Shalom aux Affaires étrangères et Dany Naveh à la Santé devaient remettre leurs démissions le 8 janvier lors du conseil des ministres mais à la suite de l'attaque cérébrale du Premier ministre, le 4 janvier, leurs démissions sont reportées le 11 janvier pour Limor Livnat, Yisrael Katz et Dany Naveh tant que celle de Silvan Shalhom est donnée le 12. Elles prennent effet le 15.
Bien que laïque, Livnat est généralement identifiée comme conservatrice, moralement et politiquement. Elle est opposée aux accords d'Oslo et à l'abandon du contrôle des territoires palestiniens. Cependant, elle ne s'est pas activement opposée au plan de dégagement d'Ariel Sharon.

## Mandats
- De 1996 à 1999 : Ministre des Communications.
- De 2001 à 2003 : Ministre de l'Éducation.
- De 2003 à 2006 : Ministre de l'Éducation, des Sports et de la Culture.
- De 2009 à 2015 : Ministre de la Culture et du Sport.